# ブバネーシュワル
ブバネーシュワル（オリヤー語: ଭୁବନେଶ୍ବର, /bʱubɔneːʃʋɔɾɔ/、ヒンディー語: भुवनेश्वर、英語: Bhubaneswar）は、インドのオリッサ州、クルダー県の都市。同州の州都でもある。ブバネーシュヴァル（Bhubanesvar）、ブヴァネーシュヴァル（Bhuvanesvar）とも表記する。

## 歴史
都市としての歴史は古く、紀元前に存在したカリンガ国の古都であった。
カリンガ国を征服したアショーカ王によって仏教寺院ダウリギリが建立され、観光名所になっている。
1948年、オリッサ州の州都がカタックからブバネーシュワルへと移った。

## 交通
空路
ビジュー・パトナイク国際空港でインド国内の主要都市と接続。コルカタとは約55分。
鉄道
インド国鉄の長距離急行列車が停車するターミナル駅はブバネーシュワル駅（Bhubaneswar、国鉄略称BBS）である。同駅は東部の大都市コルカタと南部の大都市チェンナイを港湾都市ヴィシャーカパトナム（Visakhapatnam）などインド洋沿岸の都市を経由して結ぶ重要幹線に位置し、日中だけでなく深夜時間帯も多数の列車が発着する鉄道の要衝となっており原則としてすべての旅客列車が停車する。コルカタまでは約440㎞で最速7時間弱。首都デリーとの間は毎日運転のブバネーシュワル・ラージダーニー急行（Bhubaneswar Rajdhani）やプルショッタムエクスプレス（Prushottam Express）などの寝台列車で結ばれている。